# Vyrus
Vyrus je majhen italijanski proizvajalec ekskluzivnih motociklov. Sedež podjetja je v kraju Coriano, Italija.Veliko inženirjev je prej delalo pri bolj znanih podjetjih kot so Ducati in Bimota.
Trenutno Vyrus proizvaja dva modela 
- 984 C3 2V z Ducati zračnohlajenim dvovaljnim V-motorjem, delovna prostornina okrog 1000 cc, moč okrog 90 Km
- 985 C3 4V z Ducati vodnohlajenim dvovaljnim V-motorjem, delovna prostornina okrog 1000 cc, moč okrog 150 KM